# Silvano Cervato
Silvano Cervato, né le 4 mai 1956 à Caldogno (Vénétie) et mort le 6 décembre 1981 à Borno (Lombardie) , est un coureur cycliste italien, professionnel de 1978 à 1981. 

## Biographie
Il meurt dans un accident de montagne dans les Alpes à Borno en Italie.

## Palmarès
- 1975
  - Giro del Piave
- 1977
  - Coppa Fratelli Paravano
  - 3e du Grand Prix de Poggiana

## Résultats sur les grands tours

### Tour d'Italie
4 participations
- 1978 : 67e
- 1979 : 59e
- 1980 : 48e
- 1981 : 50e